# Dere adelpha
Dere adelpha là một loài bọ cánh cứng trong họ Cerambycidae.